# Happy Though Married
Happy Though Married er en amerikansk stumfilm fra 1919 af Fred Niblo.

## Medvirkende
- Enid Bennett som Millicent Lee
- Hallam Cooley som Jim Montjoy
- Charles K. French
- Nora Johnson
- Douglas MacLean som Stanley Montjoy